# Гольдаст, Мельхиор
Мельхиор Гольдаст из Хаймингсфельда (Melchior Goldast von Haiminsfeld; 6 января 1576 или 1578, Эспен, ныне в составе Бишофсцелля — 11 августа 1635, Гессен) — швейцарский гуманист, правовед, историк, библиофил. В Швейцарском историческом словаре назван крупнейшим историком немецкого права своего времени.
Родился в знатной, но обедневшей кальвинистской семье в Бишофсцелле, кантон Тургау; точный год рождения неизвестен. В 1590—1593 годах учился в гимназии в Меммингене, в 1594 году поступил изучать право в Иезуитский университет в Ингольштадте, в 1595 году перешёл в Альтдорфский университет, где в 1597 году получил степень магистра права; изучал также историю, филологию и богословие. Вынужден был прервать своё образование из-за тяжёлого финансового положения, ставшего причиной его скитаний по Швейцарии и германским государствам. На протяжении 1598 года был независимым исследователем, работал в Санкт-Галлене и Женеве, где пользовался покровительством Бартоломео Шобенгера и, в частности, занимался изучением собраний различных библиотек и книжных архивов, вскоре получив известность как знаток средневековых манускриптов.
В 1599 году получил работу в Санкт-Галленской библиотеке; ещё до смерти своего покровителя (1604 год) в 1603 году стал секретарём Анри, приница Буйонского, вместе с которым посетил Гейдельберг и Франкфурт-на-Майне и, по некоторым данным, тогда же получил степень доктора обоих прав в Гейдельбергском университете. С 1604 по 1606 год был домашним учителем в семье барона фон Хоэнсакса, обладателя Манесского кодекса (из которого опубликовал отрывки). В 1606 году ненадолго возвратился в Швейцарию, в том же году переехал во Франкфурт-на-Майне, где зарабатывал на жизнь редактированием и подготовкой к публикации различных научных изданий, а также занимался историческими и правоведческими исследованиями; в этот период он написал многие свои труды. В 1609 году обратился к графу Филиппу Людвигу II Ханау-Мюнценбергскому с просьбой дать ему место настоятеля Штюльхернского аббатства, однако граф, проводивший политику секуляризации в своих владениях, отказал ему, пожаловав вместе с тем титулом своего советника. В 1611 году непродолжительное время был придворным советником в Саксен-Веймаре, в 1612 году женился, а в 1615 году получил должности государственного советника графа Эрнста фон Шаумбургу и правоведа в Букебурге. В 1624 году события Тридцатилетней войны вынудили его переехать в Бремен, куда Гольдаст перевёз также свою библиотеку, а год спустя он возвратился во Франкфурт-на-Майне. В 1627 году стал советником императора Фердинанда II, в 1632 или 1633 году переехал в Гессен, получив должность советника ландграфа Гессен-Дармштадтского. По некоторым данным, в последние годы жизни был также канцлером Гессенского университета.
В общей сложности написал порядка 65 трудов на немецком и латыни; по мнению авторов энциклопедии «Nordisk Familjebok», они отличаются стилистическим талантом и свидетельствуют о значительной начитанности автора. Из его сочинений наиболее известны: «Paraeneticorum veterum pars i.» (1604), содержащая в себе старинные немецкие предания, «Scriptores Suevicarum rerum» (Франкфурт-на-Майне, 1605; переиздано в 1727 году); «Alemannicarum rorum scriptores vetusti» (Франкфурт-на-Майне, 1606, 3 тома; переиздано в Аусхабене в 1661 году и в Зенкенберге в 1730 году); «Collectio constitutionum imperialium» (Франкфурт-на-Майне, 1615, 4 тома; переиздавалось в 1674 и 1715 годах), «Monarchia S. R. Imperii seu de iurisdictione imperiali et pontificali» (Ганновер и Франкфурт-на-Майне, 1610—1614, 3 тома; переиздано в 1959 году), «Constitutiones imperiales» (Франкфурт-на-Майне, 1607—1613, 4 тома), «Commentarii de regni Bohemiae juribus» (Франкфурт-на-Майне, 1627, переиздано в 1719 году); в 1631 году, ещё при жизни Гольдаста, все его работы оказались в Индексе запрещённых книг и затем выводились из него постепенно. Он также редактировал «Историю» Де Ту (1609—1610) и работы Виллибальда Пиркхеймера (1610) и вёл активную переписку с учёными-современниками: сохранилось более 400 писем его авторства за 1598—1611 годы, впервые опубликованных в 1688 году. Гольдаст был также известен как библиофил, собравший большую библиотеку старинных книг и рукописей, причём некоторые экземпляры были украдены им во время работы в Санкт-Галлене (что, в частности, привело к судебному разбирательству и его изгнанию из Санкт-Галлена в 1606 году). В 1625 году он разместил своё книжное собрание в аббатстве св. Екатерины в Бремене, куда бежал от войны, а в 1646 году городской совет Бремена выкупил библиотеку у его вдовы.